# Lars Kaufmann
Lars Kaufmann (ur. 25 lutego 1982 roku w Görlitz), niemiecki piłkarz ręczny, reprezentant kraju. Gra na pozycji rozgrywającego. Obecnie występuje w Bundeslidze, w drużynie SG Flensburg-Handewitt. W 2007 roku zdobył złoty medal na Mistrzostwach Świata. W kadrze narodowej zadebiutował w 2005 roku.

## Sukcesy

### klubowe
Puchar EHF
- (201)

### reprezentacyjne
Mistrzostwa Świata
- (2007)